# استیون مک‌کیان
استیون مک‌کیان (انگلیسی: Stephen McKeon؛ زادهٔ ۲۰ مارس ۱۹۶۲) آهنگساز اهل جمهوری ایرلند است.
از فیلم‌ها یا مجموعه‌های تلویزیونی که وی در آن‌ها نقش داشته‌است، می‌توان به دوران کهن، پوآرو و تابستان اشاره نمود.